# إم تي إن السودان
إم تي إن السودان (بالإنجليزية: MTN Sudan)‏ هي شركة اتصالات سودانية وإحدى شركات إم تي إن الجنوب أفريقية التي تُعتبر الشركة الرائدة في إفريقيا في تقديم خدمتي الاتصالات والإنترنت.
إم تي إن هي إحدى ثلاث شركات تقدم خدمة شبكة الهاتف المحمول في السودان بجانب كلٍ من زين وسوداني.
تأسست عام 2005 باسم "أريبا السودان" كأحد فروع شركة أريبا السورية حيث كانت تنافس موبيتل (زين السودان حالياً). وفي عام 2006 أعلنت مجموعة إم تي إن استحواذها على أصول شركة أريبا السورية وبعدها في يوليو 2007 تحولت جميع فروع أريبا في الشرق الأوسط (سوريا والسودان واليمن) إلى إم تي إن.

## وصلات خارجية
- الموقع الرسمي (بالعربية) (بالإنجليزية)